# Pyrokinésie
La pyrokinésie est une capacité psychique de fiction permettant à un personnage de créer, manipuler et contrôler le feu avec son esprit. Le terme est généralement attribué au romancier d'horreur Stephen King qui, dans son roman Charlie (Firestarter), paru en 1980, utilise ce mot pour décrire la capacité de Charlie McGee à créer et contrôler le feu. Le nom est composé des racines grecques pyro-, qui signifie le feu, et -kinesis, qui signifie le mouvement.

## Exemples

### Bande dessinée
- Johnny Storm, alias « La Torche », des Quatre Fantastiques, possède le pouvoir de pyrokinésie et de pyrurgie.
- Jean Grey, personnage des X-Men, possède le pouvoir de pyrurgie après être devenue « Le Phénix ».
- Dans Les X-Men, le jeune Pyro possède le don de contrôler le feu mais pas de le créer, ce qui fait qu'il doit porter avec lui un engin fabriquant du feu (même un simple briquet).
- Dans le manga One Piece, Portgas D. Ace est capable de maîtriser et de créer le feu après avoir mangé le Mera Mera no Mi, de type logia (Pyro-fruit). Puis c'est au tour de Sabo, de l'Armée Révolutionnaire de le manger.
- Dans le manga My Hero Academia, Enji Todoroki, connu comme étant le super-héros Endeavor, possède le super-pouvoir (ou Alter) Hell Flame, lui permettant de manipuler le feu et de le créer. Son fils Shoto Todoroki, héritera d'un pouvoir issu de la fusion de ceux de ses parents, et peut générer et contrôler le feu grâce à la moitié gauche de son corps.
- Dans le manga et anime Sailor Moon, Sailor Mars possède le pouvoir de pyrurgie.
- Taranee Cook  (personnage de la BD W.I.T.C.H.) a le contrôle du feu.
- Adelheid, personnage du manga Vampire Chronicles, a la capacité de faire apparaître du feu par la pensée (tome 8, chapitre 35).
- Dans le manga Naruto, certains ninja dont le Clan Uchiwa, ont l'affinité du Katon signifiant "libération du feu" qui donne la capacité de faire des techniques de pyrurgie et de pyrokinésie .
- Liz Sherman, enquêtrice au BPRD dans les comics Hellboy ainsi que dans les films tirés de ces derniers, possède des pouvoirs de pyrokinésie.
- Dans Uragiri wa Boku no Namae wo Shitteiru, Hotsuma Renjô est capable de brûler les gens par la parole.
- Dans Vampire Knight, Akatsuki Kain est capable de manipuler le feu et de le créer.
- Dans le manga Fairy Tail, le personnage principal, Natsu, peut manipuler le feu et le créer.
- Dans la BD Les Légendaires, l'elfe élémentaire Shimy peut contrôler le feu.
- Dans la BD Les Naufragés d'Ythaq, une des héroïnes, Granite, contrôle le feu à la suite de son naufrage sur Ythaq.
- Dans le manga Dream Land, le héros, Terrence Meyer, contrôle le feu dans l'univers parallèle au vrai monde (le Dream Land). Dans le vrai monde, il est pyrophobe (peur du feu).
- Dans le manga JoJo's Bizarre Adventure, Mohammed Avdol a un stand qui a des facultés pyrokinésiques (Magician's Red)
- Dans le manga Fire Force, tous les pouvoirs surnaturels sont basés sur le feu : il y a ceux qui contrôlent les flammes déjà existantes, ceux qui produisent leurs propres flammes, et ceux qui ont été transformés en torches humaines.
- Dans la BD "Firebreather", est la capacité la plus puissante de Duncan est la respiration du feu. Il hérite cela de son père, Belloc.

### Cinéma
- Warren Peace, personnage du film L'École fantastique (Sky High), maîtrise la pyrokinésie.
- Le personnage de la Méchante Sorcière de l'Ouest (dans le film de 1939 Le Magicien d'Oz, dans celui de 2013 Le Monde fantastique d'Oz où elle est nommée Théodora ou encore dans la série Once Upon a Time où elle est nommée Zelena), peut également créer et lancer des boules de feu.
- Dans Spontaneous Combustion (1990) de Tobe Hooper, le personnage principal provoque la combustion spontanée de personnes qui l'entourent.
- cheryl blossom, personnage dans Riverdale, peut contrôler également le feu avec son esprit.

### Jeu vidéo
- Dans le jeu vidéo Parasite Eve II, Aya Brea, l'héroïne, peut mettre le feu à ses ennemis en faisant produire à leur mitochondrie énormément de chaleur, ou bien lancer des boules de feu en canalisant de l'énergie dans ses mains.
- Dans les jeux vidéo BioShock et BioShock 2, les personnages jouables (respectivement Jack et le « sujet Delta ») peuvent s'équiper du Plasmide Incinération, qui leur confère des pouvoirs de pyrokinésie permettent de mettre feu aux ennemis et de faire fondre certains éléments du décor.
- Dans plusieurs jeux de la série Super Mario, Mario peut utiliser une fleur de feu, ce qui lui permet de lancer des boules de feu rebondissantes (ce pouvoir peut s'apparenter à la pyrurgie). Bowser, son ennemi de toujours, peut naturellement cracher du feu ainsi que le contrôler.
- Dans le jeu Lucius, sorti en 2012 sur PC, le joueur incarne Lucius, un garçon de 6 ans, possédant plusieurs pouvoirs, notamment un pouvoir de combustion (lui permettant de lancer des boules de feu).
- Dans la série de jeu Sly Cooper, le Panda King a inventé le "Flamme-Fu", il peut enflammer ses paumes ; il mit au point cette technique en combinant le Kung-Fu et les feux d'artifice.
- Dans le jeu vidéo Infamous: Second Son, les deux personnages principaux possèdent le pouvoir de la Fumée, apparenté à de la pyrokinésie.
- Dans les jeux vidéos de la série "Mother/Earthbound", les personnages de Ana, Paula, Poo, Kumatora sont capables d'utiliser un pouvoir pyrokinétique nommé "PK Fire". Dans la série "Super Smash Bros.", les personnages de Ness et  Lucas sont capables d'utiliser cette technique (à contrario, ils n'en sont pas capables dans leurs jeux originaux "Earthbound" et "Mother 3").

### Littérature
- Le thème de la pyrurgie est développé par Stephen King dans son roman Charlie, dont l'héroïne éponyme est une petite fille possédant ce don. L'auteur y décrit en particulier des cas de combustion spontanée.
- Dans la saga littéraire Héros de l'Olympe, Léo Valdez, le fils d'Héphaïstos, fait partie des rares fils de ce dieu à manipuler et à pouvoir créer du feu, appelé faiseur de feu, il est le dernier depuis 1666 qui causa le grand incendie de Londres.
- Dans Gardiens des cités perdues Fintan Pyren est l'un des rares pyrokinésistes du monde des elfes.

### Télévision
- Dans l'épisode L'Incendiaire de la série X-Files, Cecil L'Ively possède ce pouvoir.
- Bonnie Bennett, dans la série Vampire Diaries, est une sorcière notamment douée en pyrokinésie.
- Dans la série télévisée Heroes, Peter Petrelli, Flint Gordon et la mère de Claire Bennett (Meredith Gordon) sont pyrurgistes.
- Le dessin animé Ben 10, la race extra-terrestre des Pyronites, présente notamment dans Inferno et Alan Albright, possède à la fois des pouvoirs de pyrokinésie et de pyrurgie.
- Dans la série Ninjago, le ninja rouge (aussi appelé le maître du feu), Kai, a des pouvoirs de pyrurgie et de pyrokinésie. Il a hérité ce pouvoir de son père.
- Dans la série télévisée Fringe (saison 1, épisode 19), Walter Bishop parle de pyrokinésie pour expliquer la mort d'une victime.
- Dans Avatar, le dernier maître de l'air et La Légende de Korra, de nombreux personnages sont des pyrokinésistes : le prince Zuko, la princesse Azula, le seigneur du feu Ozai, l'Avatar Aang ainsi que l'ensemble des Maîtres du feu.
- Dans la série Charmed, plusieurs personnages possèdent cette capacité comme Christie Jenkins qui créait de gigantesques boules de feu, ou Tyler Michaels.
- Dans H2O, le personnage Rikki pratique de la pyrokinésie (elle fait bouillir l'eau).
- Dans Dragon Ball Z, le thunder flash du personnage de Paikuan peut être interprété comme un pouvoir de pyrurgie et pyrokynésie.
- Dans la série Once Upon a Time, les personnages de Regina, l'ex-Méchante Reine, de Rumplestiltskin et de Maléfique ont le pouvoir de créer et lancer du feu.
- Dans Being Human US, Sally, la fantôme, peut créer et manipuler le feu.
- Dans la saison 3 de American Horror Story, Madison Montgomery est la première des sorcières à avoir eu des pouvoirs de pyrokinésie. Les autres filles ont appris ce pouvoir aussi.
- Dans le dessin animé Nom de code : Kids Next Door, Père et Grand-Père peuvent émettre et contrôler une énorme quantité de flammes, ils sont cependant sensibles aux sources de froid comme l'eau ou la glace. Numéro 3 développe aussi des capacités pyrotechniques après avoir joué avec son thermostat : elle transforma sa maison en volcan et son corps fut couvert de flamme ; même sans thermostat, Numéro 3 put dès lors prendre une forme de mini-démone sous l'effet de la colère.
- Dans Clash Royale, une carte qui représente un homme nommée Sorcier (elixir 4, rareté rare, troupe sol qui attaque troupes sol et troupes airs. Il fait surement un des meilleurs dégâts du jeu. Il est bon partout sauf en vie pour équilibrer. Son atout est que par exemple, il peut attaquer une troupe a pas mal de vie, puis, une troupe a beaucoup de vie arrive sur le côté, bah il se font tuer, et la personne ayant le Sorcier gagne du temps et de l'elixir, et peut spawn plus facilement un nouveaux sorcier ou d'autre troupes)
- Dans Les Thunderman, Phoebe et Max ont le souffle de feu.
- Dans Witch Hunter Robin, l'héroïne Robin Sena déclenche de la pyrokinésie à chaque combat contre les sorciers ou d'autres adversaires.
- Dans la saison 6 de Riverdale, Cheryl Blossom découvre qu'elle possède des pouvoirs de pyrokinésie.

dans le manga blue exorcist, le héros Rin Okumura possède le pouvoir de pyrokinésie qui lui permet de créer des flammes bleues comme son père biologique Satan. De plus dans ce manga il y a aussi des flammes noires.